# Chrysometa nigroventris
Chrysometa nigroventris là một loài nhện trong họ Tetragnathidae.
Loài này thuộc chi Chrysometa. Chrysometa nigroventris được Eugen von Keyserling miêu tả năm 1879.